# مولتی‌متر
مولتی‌متر (به انگلیسی: multimeter) یا مولتی‌تستر (به انگلیسی: multitester) دستگاهی برای اندازه‌گیری چندین کمیت الکتریکی مانند ولتاژ، جریان، مقاومت الکتریکی، ظرفیت خازنی است، که می‌توان با آن سلامت یا مشخصات قطعات الکتریکی یا الکترونیکی را نیز ارزیابی کرد.

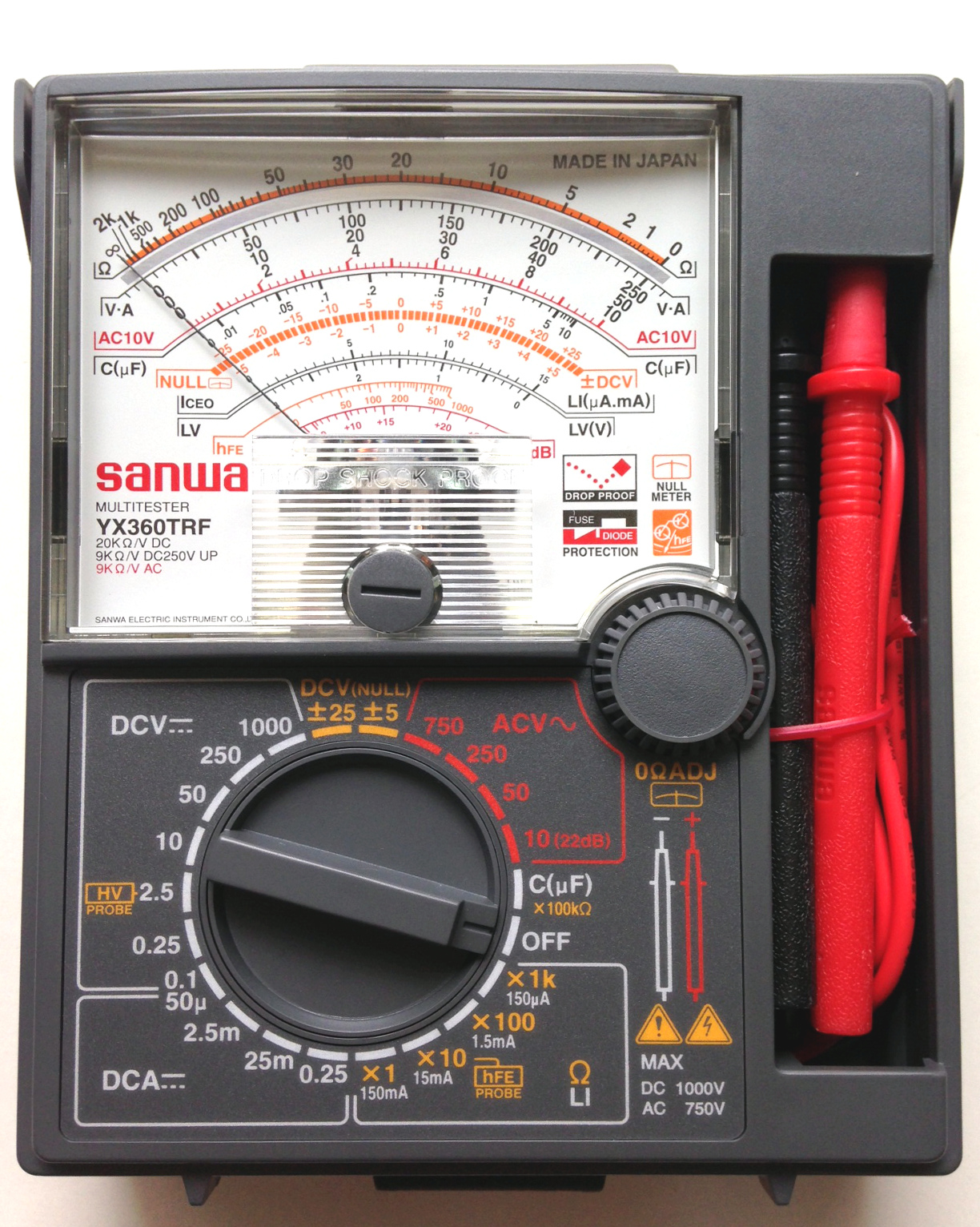
یک مولتی‌متر آنالوگ

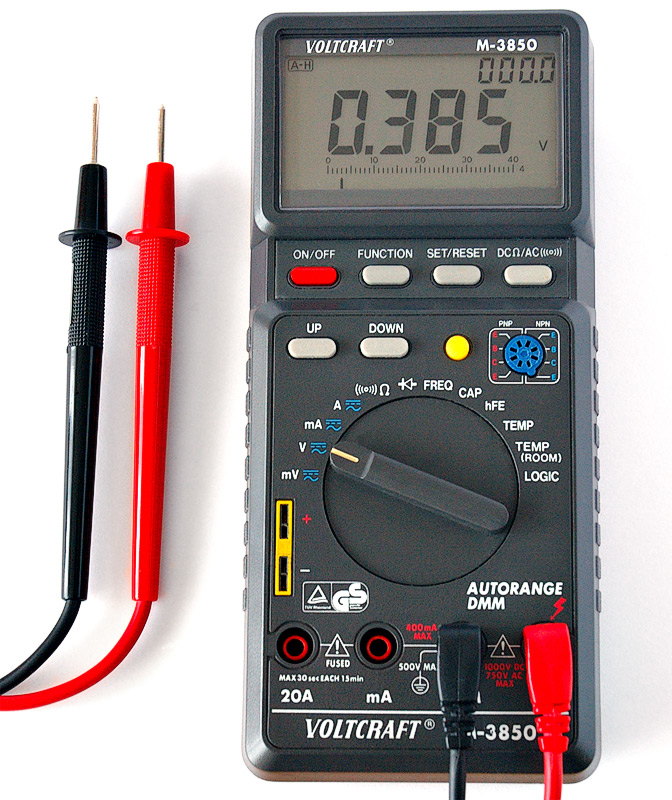
یک مولتی‌متر دیجیتال

مولتی‌متر از اساسی‌ترین ابزار مهندسان و تعمیرکاران برق و الکترونیک است که در هر کارگاه، تعمیرگاه یا آزمایشگاه برق یافت می‌شود. مولتی‌متر، دو نوع آنالوگ (عقربه‌ای) و دیجیتال (رقمی) دارد، گرچه نوع آنالوگ آن، کم‌وبیش منسوخ شده‌است.
در مولتی‌متر می‌توان با یک کلید قابل چرخش (سِلِکتور)، کمیت الکتریکی موردنظر برای اندازه‌گیری و حدود آن را انتخاب کرد. برای استفاده از مولتی‌متر لازم است با کمیت‌های الکتریکی آشنا بود، چرا که هر یک، واحدی مشخص دارد.
نام دیگر مولتی‌متر، که امروزه کم‌تر رایج است، آوومِتر (Avometer) است که از حروف اول آمپر (Amper)، ولت (Volt) و اهم (Ohm) می‌آید.

## تاریخچه
نخستین ابزار برای اندازه‌گیری کمیت‌های الکتریکی، گالوانومتر (Galvanometer) بود که ۱۸۲۰ میلادی برای اندازه‌گیری جریان‌های کم ساخته‌شد. گالوانومتر (آمپرسنج) را می‌توان با سری کردن یک مقاومت با آن، برای اندازه‌گیری ولتاژ، و با پل وتستون، برای اندازه‌گیری مقاومت، نیز به کار برد. گالوانومتر، نخستین نمونه آمپرمتر بود که تنها در آزمایشگاه کاربرد داشت و بزرگ و حساس بود.
نخستین مولتی‌متر در دهه ۱۹۲۰ اختراع شد. ساخت آن را به یک مهندس اداره پست بریتانیا به‌نام Donald Macadie نسبت داده‌اند. این دستگاه، جریان، ولتاژ و مقاومت را اندازه می‌گرفت. او این دستگاه را آوُمتر Avometer نامید.
مولتی‌مترهای امروزی با بهره‌گیری از مدارهای الکترونیکی و پردازنده‌های ساده، چندین کمیت الکتریکی را اندازه می‌گیرند و روی نمایش‌گر ال‌سی‌دی نشان می‌دهند.